# Mulot des steppes
Apodemus witherbyi
Espèce
Synonymes
- Mus sylvaticus witherbyi Thomas, 1902[1]

Statut de conservation UICN

 LC  : Préoccupation mineure
Le Mulot des steppes (Apodemus witherbyi) est une espèce de mulots du genre Apodemus, nommé par les anglophones Steppe field mouse. Dans certains ouvrages plus anciens, le nom scientifique Apodemus arianus apparaît pour cette espèce.

## Systématique
L'espèce Apodemus witherbyi a été décrite pour la première fois en 1902 par le mammalogiste britannique Oldfield Thomas (1858-1929) comme étant une sous-espèce de Mus sylvaticus sous le protonyme Mus sylvaticus witherbyi.

## Répartition
Il vit en Proche-Orient notamment en Turquie, dans le Caucase, en Israël, en Jordanie, jusqu'en Iran, au Turkménistan et au Pakistan. Il n'est pas menacé.

## Description
La longueur du corps d'un adulte est comprise entre 77 et 110 mm et présente une taille moyenne et élancée ; la queue est d'une taille presque égale (75 à 115 mm).
On le reconnait à la frontière distincte entre la fourrure fauve à brun moyen sur le dessus et la fourrure blanche sur le dessous.

## Synonymie
Selon Mammal Species of the World (version 3, 2005)  (1 décembre 2022) :
- Apodemus caessareanus Bate, 1942
- Apodemus chorassanicus (Ognev & Heptner, 1928)
- Apodemus falzfeini Mezhzherin & Zagorodnyuk, 1989
- Apodemus fulvipectus (Ognev, 1924)[3]
- Apodemus hermonensis Filippucci, Simson, & Nevo, 1989[4] - Mulot du mont Hermon
- Apodemus iconicus Heptner, 1948
- Apodemus kilikiae Kretzoi, 1964
- Apodemus planicola (Sviridenko, 1936)
- Apodemus saxatilis (Sviridenko, 1936)
- Apodemus saxatilis Krassovsky, 1929
- Apodemus tauricus (Barret-Hamilton, 1900)

## Étymologie
Son épithète spécifique, witherbyi, lui a été donnée en l'honneur de l'ornithologue britannique Henry Witherby (1873-1943).